# Mechtildis Sinsteden
Mechtildis Sinsteden (* 4. Januar 1782 in Gustorf; † 23. Oktober 1881 in Deutz), verheiratete Neuhoff, trat im 19. Jahrhundert besonders als Stifterin und Wohltäterin der Armen hervor. Besonders um ihren Geburtsort Gustorf hat sie sich verdient gemacht.

## Kindheit und Heirat
Mechtildis Sinsteden war die Tochter des Müllers Adam Sinsteden und seiner Frau Anna Sibilla, geborene Schiller. 1818 heiratete sie den drei Jahre jüngeren Johann Kaspar Heinrich Neuhoff aus Deutz, der bereits 1845 verstarb. Die Ehe blieb kinderlos.

## Mechtildis Sinsteden als Wohltäterin
Mechtildis Neuhoff hinterließ 1881 jedem ihrer Neffen und Nichten 250.000 Goldmark. Den Templerhof in Deutz, den sie mit ihrem Mann bewohnt hatte, vermachte sie der dortigen katholischen Pfarrgemeinde mit der Auflage, spätestens 10 Jahre nach ihrem Tod auf dem Grundstück mit dem Neubau einer Kirche zu beginnen. 1891 wurde mit dem Bau der Basilika St. Heribert begonnen.
Auch zuvor hatte sie sich wohltätig engagiert und mit ihren Brüdern Josef und Johann-Adolf über 30.000 Taler für den Neubau der katholischen Pfarrkirche St. Mariä Himmelfahrt in Gustorf gespendet. Auch die Monstranz der Gustorfer Kirche wurde mit Mitteln aus ihrer Spende verziert.
Die Geschwister Sinsteden stifteten die Gustorfer Mühle mit ihren Ländereien für den Bau des ehemaligen Krankenhauses St. Joseph in Gustorf. Sie selbst unterstützte den Neubau der katholischen St.-Cyriakus-Kirche in Neuenhausen mit 9.000 Goldmark.
Mechtildis Neuhoff wurde 1881 auf dem alten Deutzer Friedhof an der Deutz-Kalker-Straße beerdigt. Sie ist in der Klosterkirche Knechtsteden auf dem zweiten Fenster rechts im Chor als Stifterin abgebildet. 
Die Mathildenstraße nahe der Kirche St. Heribert in Köln-Deutz (seit 1888) ist nach Mechtildis benannt.